# 羊ケ丘通

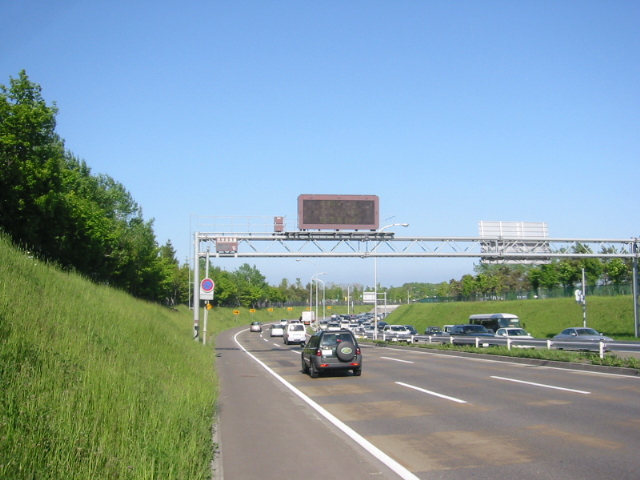
札幌ドーム付近（2007年6月）

羊ケ丘通（ひつじがおかどおり）は、札幌市豊平区から清田区を経て北広島市に至る都市計画道路。札幌市内の区間は主要市道9903号羊ケ丘線（主要地方道）、北広島市内の区間は北海道道1147号大曲工業団地美しが丘線・北海道道790号仁別大曲線になる。表記は、札幌市では羊ケ丘と同じく「羊ケ丘通」、北広島市では「羊ヶ丘通」になっている。

## 概要
交通量の多い国道36号（月寒通）を補完して千歳方面からの交通を札幌市内中心部へ誘導する役割を持つ幹線道路であり、豊平区や清田区の生活に密着した道路としての役割も果たしている。羊ケ丘の農業・食品産業技術総合研究機構北海道農業研究センターを横断する2.2 km区間には緑地帯を設置しており、総幅員44 mの掘割構造による道路整備を行っている。札幌ドームの駐車場にはランプ形式で接続している。札幌市と北広島市の境界周辺における宅地化・市街化から北広島方面への羊ヶ丘通延伸が進められてきたが、将来的には恵庭市まで延伸することが検討されている。

## 路線データ
札幌市区間
- 起点：札幌市豊平区平岸6条10丁目（環状通交点）[1]
- 終点：札幌市清田区美しが丘4条10丁目（市界）[1]
- 延長：10.5 km[1]
- 幅員：32 m[1]
- 車線数：6車線[1]

北広島市区間
- 起点：北広島市大曲幸町7丁目（市界）[7]
- 終点：北広島市輪厚（北広島市道輪厚中の沢線交点）[7]
- 延長：5.42 km[2]
- 幅員：46 m[2]
- 車線数：6車線（大曲工場通交点から先は4車線）[8]

## 歴史
1973年（昭和48年）から5期に分けて整備が進められ、1990年（平成2年）に厚別東通までの札幌市内区間が全線開通した。2001年（平成13年）には北広島市にある大曲工業団地までの区間約1.1 kmが北海道道1147号大曲工業団地美しが丘線として開通した。
2008年（平成16年）に大曲工業団地から国道36号に至る区間が北海道道790号仁別大曲線として事業化され、
2017年（平成29年）3月30日に国道36号との合流部がランプ形式で全面開通した。

## 路線状況
重複区間
- 北海道道1147号大曲工業団地美しが丘線（札幌市清田区美しが丘4条9丁目 - 北広島市大曲）
- 北海道道790号仁別大曲線（北広島市大曲 - 国道36号交点）

道路施設
- 望羊橋
- 寒羊橋
- 福羊橋
- 羊ケ丘アンダーパス
- 羊清橋
- 真羊橋
- 真栄団地歩道橋

## 地理
豊平区平岸の起点付近には豊平区役所、月寒公園があり、アンパン道路が横断している。羊ケ丘には札幌ドームがある。清田区から北広島市にかけては大規模な商業施設が立地しており、100満ボルト札幌清田店、スーパービバホーム清田羊ヶ丘通店、三井アウトレットパーク 札幌北広島、インターヴィレッジ大曲、ジョイフルエーケー大曲店などがある。また、道央自動車道北広島ICや輪厚スマートICに近接する交通の利便性から大曲工業団地や北広島輪厚工業団地に企業が進出している。

### 交差する道路
- 北海道道89号札幌環状線（環状通）
- 北海道道453号西野白石線（白石藻岩通）
- 水源池通
- 北海道道82号西野真駒内清田線（福住桑園通）
- 清田通
- 北海道道341号真駒内御料札幌線（厚別滝野公園通）
- 厚別中央通
- 厚別東通・北海道道1147号大曲工業団地美しが丘線
- 大曲幸通
- 北海道道790号仁別大曲線（大曲中央通）
- 大曲工場通
- 国道36号（月寒通）